# Distretto di San Mateo
Il distretto di San Mateo è uno dei trentadue distretti della provincia di Huarochirí, in Perù. Si trova nella regione di Lima e si estende su una superficie di 425,6 chilometri quadrati.
Ha per capitale la città di San Mateo.